# Torsten Staffeldt

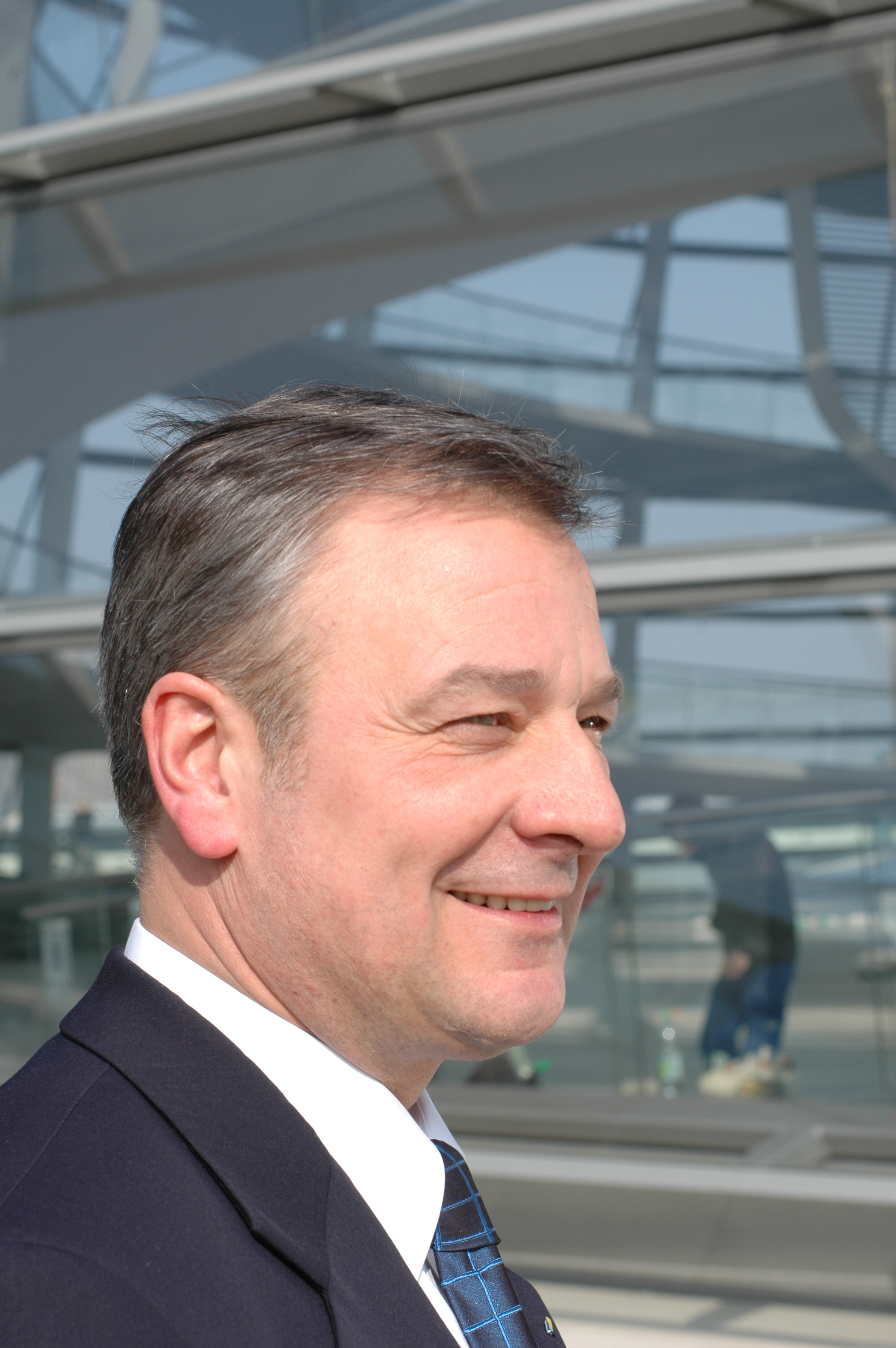
Torsten Staffeldt

Torsten Heiko Staffeldt (* 7. Februar 1963 in Bremen) ist ein deutscher Maschinenbauingenieur und Politiker (FDP). Von 2009 bis 2013 war er Mitglied des Deutschen Bundestages.

## Biografie

### Ausbildung und Beruf
Staffeldt hat nach dem Schulbesuch am Gymnasium am Leibnizplatz in Bremen eine Ausbildung zum Schiffsmechaniker auf mittlerer und großer Fahrt absolviert. Anschließend fuhr er auf großer Fahrt als technischer Offizieranwärter. Im Anschluss arbeitete er als NC-Dreher und studierte Maschinenbau an der Hochschule Bremen. Seine erste Anstellung fand er als Projektingenieur in der Nahrungsmittelindustrie. Von 1993 bis 1998 war er Leiter für Entwicklung, Konstruktion und mechanische Fertigung am Zentrum für angewandte Raumfahrttechnologie und Mikrogravitation (Fallturm Bremen) der Universität Bremen. Für seine Arbeit während des Praxissemesters erhielt er 1992 den ZARM-Förderpreis für junge Nachwuchswissenschaftler.
1998 machte er sich selbständig. Mit seinen Firmen ist er in der Energieeffizienzberatung tätig. Spezialisiert ist er auf Energieeinsparungen in industriellen Druckluftsystemen. An der Kampagne Druckluft-Effizient des BMWi und der Deutschen Energieagentur DEnA war seine Firma beteiligt. Staffeldt ist akkreditierter Energieeffizienzberater der KFW-Bankengruppe. Von 2007 bis 2012 war er gewähltes Mitglied des Plenums der Handelskammer Bremen. Dort ist er nach wie vor im Industrieausschuss aktiv.
Staffeldt ist Vater von vier Kindern.

### Politik
2005 trat Staffeldt in die FDP ein. Hier bekleidete er 2010/11 das Amt des stellvertretenden Landesvorsitzenden. Von 2010 bis 2014 war er Vorsitzender des Kreisverbandes Bremen Ost und von 2006 bis 2013 Vorsitzender des Landesfachausschusses Wirtschaft, Finanzen und Verkehr. Des Weiteren war Staffeldt stellvertretender Vorsitzender des Liberalen Mittelstands auf Bundesebene von 2011 bis 2013 und war Schatzmeister des liberalen Mittelstands in Bremen, dessen Vorsitzender er von 2007 bis 2011 war.
Bei der Bundestagswahl kandidierte er als Spitzenkandidat über die Landesliste der FDP Bremen und Wahlkreiskandidat für den Wahlkreis 54 (Bremen Stadt). Von September 2009 bis Oktober 2013 war er Mitglied des Deutschen Bundestags. 
Im Bundestag gehörte Staffeldt dem Ausschuss für Verkehr, Bau und Stadtentwicklung an. Für die FDP-Fraktion war er Berichterstatter für Schifffahrt und Häfen, Luft- und Raumfahrt sowie Radverkehr. 2010 rekonstituierte er mit den anderen Fraktionen des Bundestages die parlamentarische Gruppe Binnenschifffahrt, deren koordinierender Sprecher er war. Von 2011 bis 2013 war er einer der stellvertretenden Vorsitzenden der Parlamentsgruppe Luft- und Raumfahrt. Im Bundestag war Staffeldt als Schriftführer Mitglied des Sitzungsvorstands.
Für die Bundestagswahl wurde Staffeldt als Spitzenkandidat der Landesliste der FDP Bremen und als Wahlkreiskandidat für den Wahlkreis 54 (Bremen Stadt) aufgestellt. Wie die gesamte FDP scheiterte er an der Fünf-Prozent-Hürde und wurde als Abgeordneter nicht in den 18. Bundestag wiedergewählt.
Ehrenämter:
- Beiratsmitglied der Stiftung Schifffahrtsstandort Deutschland.
- Beiratsmitglied der Reunion der Marine.
- Aufsichtsratsmitglied WVS GmbH, Bundesverband Wassersportwirtschaft e. V.
- Neben den unternehmerischen und politischen Aktivitäten ist Staffeldt in Bremen in kirchlichen Gremien und gesellschaftlich ehrenamtlich tätig.